# 菲勒尔
菲勒尔是德国下萨克森州的一个市镇。总面积8.26平方公里，总人口842人，其中男性420人，女性422人（2011年12月31日），人口密度102人/平方公里。